# Covercraft
Covercraft es un episodio perteneciente a la vigesimosexta temporada de la serie animada Los Simpson, emitido originalmente el 30 de noviembre de 2014 en EE. UU.. El episodio fue escrito por Matt Selman y Al Jean, y dirigido por Steven Dean Moore.

## Sinopsis
Cuando Homer tiene una crisis de la mediana edad después de que Moe cierra la taberna y se va de viaje con King Toot. Homer luego compra un bajo y forma una banda de covers con algunos de los otros papás de la ciudad. Pero el modesto éxito inicial de la banda pronto se siente abrumado por la potencial ruptura de su estrella más improbable, Apu. Este episodio también contará con la primera aparición de la familia de Sideshow Mel.

## Producción
Matt Selman publicó una foto de este episodio en el que la familia de Sideshow Mel aparece. El episodio se titulaba originalmente Band of Dads (Banda de los papás).
El músico Matthew Sweet contribuyó a la puntuación de este episodio y escribió una nueva canción.

## Recepción

### Crítica
Myles McNutt de The A.V. Club le dio al episodio una B-, diciendo: 

«Yo no sé si había un punto en particular en donde Los Simpson dejan de hacer historias B-, o si esto es sólo un caso en el que optó por dar toda su energía en una historia A-, pero la linealidad del episodio termina como una oportunidad perdida».

### Audiencia
El episodio recibió una audiencia de 3,45 millones de televidentes, convirtiéndose en el programa más visto de Fox esa noche.